# 고종의 누비저고리
고종의 누비저고리는 조선 제26대 임금이자, 대한제국 제1대 황제 고종(재위 1863~1907)이 평상복으로 입었던 오목누비(五目縷緋) 저고리이다.
원래 이 누비저고리는 고종이 입었던 방한 목적의 평상복이었는데 시집갔던 고종의 조카 딸(안동김씨 김인규(金仁奎)의 부인)이 입궐하였을 때 고종으로부터 하사받은 유물이다.
그 후 1969년 7월 3일 후손 김현원(金賢源)이 석주선(1911~1996)에게 기증하였으며, 1987년 2월 12일 대한민국 중요민속자료 제210호로 지정되어 단국대학교 석주선기념박물관에 소장되어 있다.

## 문화재 내용
자색 무늬의 숙사(熟絲)에 흰 천으로 안을 대고 솜을 넣어 정교하게 누볐다. 잘게 누빈 누빔선에 풀을 칠하여 인두로 다려줌으로써 거죽은 마치 코르덴직물처럼 입체적인 효과를 보였는데 이를 오목누비라고도 하였다.
자적색 운문숙사(熟紗) 겉감과 흰색 명주 안감을 겹쳐 놓은후 0.3~0.5cm 간격으로 정교하게 누빈 잔누비[細樓緋] 저고리이다.
동정은 없고 고름만 달려 있는데 동정부분의 누비 간격이 5mm 정도로 넓어진 것으로 보아 원래는 동정이 달렸던 것으로 보인다. 방한용이기 때문인지 깃이 넓은데도 고대가 좁고 화장이 길다. 고름은 누비지 않았다.
겉깃의 모양은 둥근 반달깃 형태이며 안깃은 목판깃으로 되어 있는 일반적인 저고리 형태와 같다. 길이는 57.5cm이며 화장 80.5cm, 품 49cm이다. 진동(24.5cm)에서 수구(20.5cm)에 이르는 배래 너비가 크지 않은 완만한 곡선을 보인다.

## 문화적 가치 및 평가
고종의 누비저고리란, 고종이 추위를 막기 위해 입었던 자주색 누비저고리를 말한다. 고종(1863∼1907 재위)은 흥선대원군(興宣大院君) 이하응(李昰應)의 둘째 아들로서, 철종의 뒤를 이어 조선 26대 국왕으로 등극하였다.
누비저고리는 자주색의 사(紗)에 흰색으로 안감을 받쳐 매우 얇게 솜을 두어 3mm 정도 간격으로 매우 정교하게 누빈 저고리이다. 동정은 없으나, 동정 부분의 누비 간격이 5mm 정도로 넓어진 것으로 보아 원래는 이 위치에 동정이 있었던 것으로 보인다. 옷고름은 누비지 않은 상태이다.
깃 부분의 누비 간격이 몸판보다 넓고 바느질도 성글게 되어 동정을 달았던 위치로 확인되는데 겉감은 일정한 크기의 작은 운문 사이에 박쥐문으로 되었는데 이와 동일한 문양의 옷감이 고종의 후궁이었던 광화당의 원삼(중요민속자료 제52호)에 부착된 한삼에 사용되어 흥미롭다는 평가이다.
저고리는 길이 57.5cm, 화장 80.5cm, 품 49cm, 수구 20.5cm이며, 누비 간격은 3mm이다. 이 유물은 대부분의 현존하는 궁중복식의 예복이지만, 누비저고리는 평상복으로 고종이 직접 착용하였던 옷이라는 점에서 큰 가치가 있다.